# أنجس باستشنيكس
أنجس باستشنيكس (باللاتفية: Anžejs Pasečņiks)‏ مواليد 20 ديسمبر 1995 في ريغا، هو لاعب كرة سلة لاتفي. بدأ مسيرته الاحترافية في سنة 2012. يلعب مع سي بي غران كناريا كلاعب وسط. يحمل الرقم 14. يبلغ طوله 7 قدم 1 بوصة (2.2 م). لعب مع في إي إف ريغا وسي بي غران كناريا.

## روابط خارجية
- أنجس باستشنيكس على موقع الاتحاد الدولي لكرة السلة (الإنجليزية)
- أنجس باستشنيكس على موقع الدوري الأوروبي لكرة السلة (الإنجليزية)
- أنجس باستشنيكس على موقع إن بي أي (الإنجليزية)
- أنجس باستشنيكس على موقع سبورتس رفرنس (الإنجليزية)
- أنجس باستشنيكس على موقع الدوري الإسباني لكرة السلة (الإسبانية)
- أنجس باستشنيكس على موقع كرة السلة الأوروبية.كوم (الإنجليزية)
- أنجس باستشنيكس على موقع DraftExpress.com (الإنجليزية)
- أنجس باستشنيكس على موقع إي إس بي إن.كوم (الإنجليزية)
- أنجس باستشنيكس على موقع ريلجم (الإنجليزية)
- أنجس باستشنيكس على موقع بروبوليرز (الإنجليزية)